# Kill Your Darlings – Junge Wilde
Kill Your Darlings – Junge Wilde (Originaltitel: Kill Your Darlings) ist ein US-amerikanischer Spielfilm des Regisseurs John Krokidas mit Daniel Radcliffe und Dane DeHaan in den Hauptrollen. Der Film spielt im Jahr 1944 und handelt von den Universitätstagen der ersten Mitglieder der Beat Generation, ihren Beziehungen und einem Mordfall. Der Plot beruht auf realen Ereignissen, die auch als finaler Auslöser für den ohnehin schon obsessiven Schreibdrang von Allen Ginsberg, Jack Kerouac und William S. Burroughs betrachtet werden können.

## Handlung
Der junge Allen Ginsberg empfindet die Columbia University, an der Intellekt, Kunst und Freiheit herrschen, im Gegensatz zu seiner Heimatstadt in New Jersey als kulturelles Mekka. Als er dort für ein Literaturstudium aufgenommen wird, ermutigt ihn sein Vater, die psychisch kranke Mutter zurückzulassen und in New York seine Träume zu verfolgen.
An der Columbia angekommen, findet Allen eine Mischung von alten Traditionen und modernen Ideen vor. Er trifft dort auch auf den Studenten Lucien Carr, der avantgardistisch eingestellt ist. Lucien wird durch seinen Charme, seine physische Attraktivität und sein unkonventionelles Verhalten bald zu Allen Ginsbergs Objekt der Faszination. Nach und nach entsteht eine Beziehung zwischen Allen und Lucien, der Allen in seinen Freundeskreis integriert, dem die Poeten William S. Burroughs, Jack Kerouac und Burroughs Jugendfreund David Kammerer angehören. David, seit langer Zeit verliebt in Lucien, ärgert sich, dass sich zwischen Allen und Lucien eine starke Bindung entwickelt. David folgte Lucien nach New York und arbeitet trotz seines Intellekts als Hausmeister. Lucien dagegen nutzt sein Charisma, um David gegen Allen auszuspielen.
Währenddessen vertieft sich die Verbindung zwischen Lucien und Allen und beide entdecken Gemeinsamkeiten, die in einer emotional schwierigen Vergangenheit und der Leidenschaft für das Schreiben liegen. Burroughs, Ginsberg und Carr inspirieren sich gegenseitig und sind begierig darauf, gesellschaftliche und literarische Konventionen zu brechen. Lucien ist befreundet mit dem Ex-Footballspieler Jack Kerouac, der mit seiner Freundin und späteren Ehefrau Edie zusammenlebt. Er macht Allen mit Jack bekannt.
Zusammen mit den stürzenden Konventionen versucht auch der Libertine Circle, der aus Allen, Lucien, Jack und William besteht, Autoritäten zu untergraben. Mit ihren leichtsinnigen Abenteuern entrüsten sie Eltern und Dekane gleichermaßen. Allen empfindet die Auflehnung als befreiende Rebellion und entwickelt zunehmend Selbstbewusstsein. David dagegen, der aus dem Libertine Circle ausgeschlossen wird, ist dieser Situation nicht gewachsen.
Er versucht im letzten Moment Lucien daran zu hindern, mit Jack auf einem Schiff anzuheuern. Lucien nimmt David beiseite und beginnt mit ihm einen Spaziergang. Kurz darauf konfrontiert David Lucien im Riverside Park. Daraufhin ersticht Lucien David und dessen toter Körper wird am nächsten Morgen, im Hudson River treibend, aufgefunden. Lucien wird für diese Tat belangt und verhaftet. Allen, der von Lucien gebeten wird, eine entlastende Aussage zu tätigen, hat Probleme, die tatsächlichen Ereignisse der Mordnacht zu rekonstruieren. Er steht vor einer schwierigen Entscheidung, nachdem er Luciens Begründung der Selbstverteidigung endgültig abgelehnt hat. Er muss entweder den Staatsanwalt belügen, um seinen Freund zu befreien, oder sich für die Wahrheit entscheiden und Lucien verdammen.

## Rezeption

### Kritiken

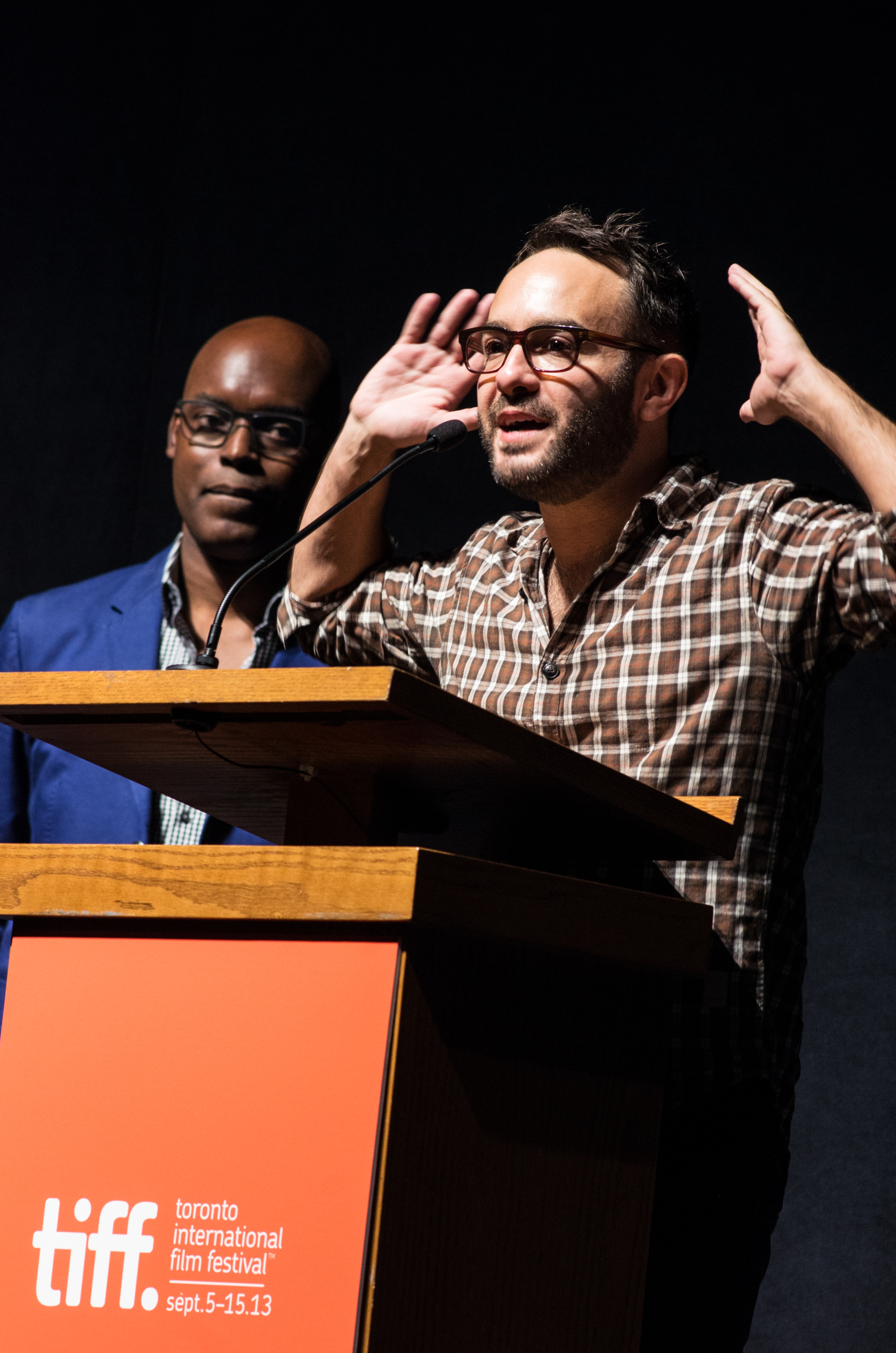
Regisseur John Krokidas bei der Vorstellung beim Toronto International Film Festival

Der Film bekam überwiegend positive Kritiken und bei Rotten Tomatoes erreichte Kill Your Darlings einen positiven Wert von 76 Prozent mit einer Durchschnittsbewertung von 6,6/10. Die Publikumsmeinung zeigt, dass 60 Prozent der Besucher der Film gefiel. In der Internet Movie Database wurde Kill Your Darlings mit 6,5 bewertet. Bei Metacritic erreichte der Film 65/100 positive Meinungen der Kritiker.

„Kill Your Darlings ist ein wahres Kriminalgeheimnis um eine Mordgeschichte, eine Liebeserklärung an die wildlebenden Künstler der Beat Generation und die jugendlichen Portraits der Poeten.“

„Vom Zauberlehrling zum Kunstrebellen. Daniel Radcliffe verkörpert in seiner vielleicht besten Rolle […] den Pop-Poeten Allen Ginsberg. In dieser wahrhaftigen Geschichte verzaubert der Harry-Potter-Star als rebellischer Dichter die Zuschauer. Zwar schwere Kost, aber düster und spannend inszeniert. Top!“

### Einspielergebnis
Der Film konnte weltweit rund 1,9 Millionen US-Dollar einspielen, davon rund die Hälfte im nordamerikanischen Raum.

### Auszeichnungen
British Film Institute Awards 2013
- Nominiert:
  - British Film Institute Awards 2013/Sutherland Trophy: John Krokidas

Chlotrudis Awards 2014
- Nominiert:
  - Chlotrudis Award 2014/Best Actor: Daniel Radcliffe

Ghent International Film Festival 2013
- Nominiert:
  - Ghent International Film Festival 2013/Grand Prix: John Krokidas

Gotham Award 2013
- Nominiert:
  - Gotham Awards 2013/Breakthrough Award: Dane DeHaan

Sundance Film Festival 2013
- Nominiert:
  - Sundance Film Festival 2013/Grand Jury Prize/Dramatic: John Krokidas

Tallinn Black Nights Film Festival 2013
- Nominiert:
  - Sundance Film Festival 2013/Just Film Award/Best Youth Film: John Krokidas

Hamptons International Film Festival 2013
- Gewonnen:
  - Hamptons International Film Festival 2013/Breakthrough Performer: Dane DeHaan
  - Hamptons International Film Festival 2013/Breakthrough Performer: Jack Huston

Palm Springs International Film Festival 2013
- Gewonnen:
  - Palm Springs International Film Festival 2013/Directors to Watch: John Krokidas

Venice Days 2013
- Gewonnen:
  - Venice Days International Award: Kill Your Darlings

## Präsentationen auf Filmfestivals
- Internationale Filmfestspiele von Venedig 2013
- Sundance Film Festival 2013
- Toronto International Film Festival 2013
- Filmfest homochrom, Köln & Dortmund, 2013 (Deutschland-Premiere)[10]